# San Antonio de Guerra
San Antonio de Guerra je mesto v provinci Santo Domingo v Dominikanski republiki. Znotraj njegove občine je tudi občinski okraj Hato Viejo.